# 尼拉日河畔米耶爾庫雷亞

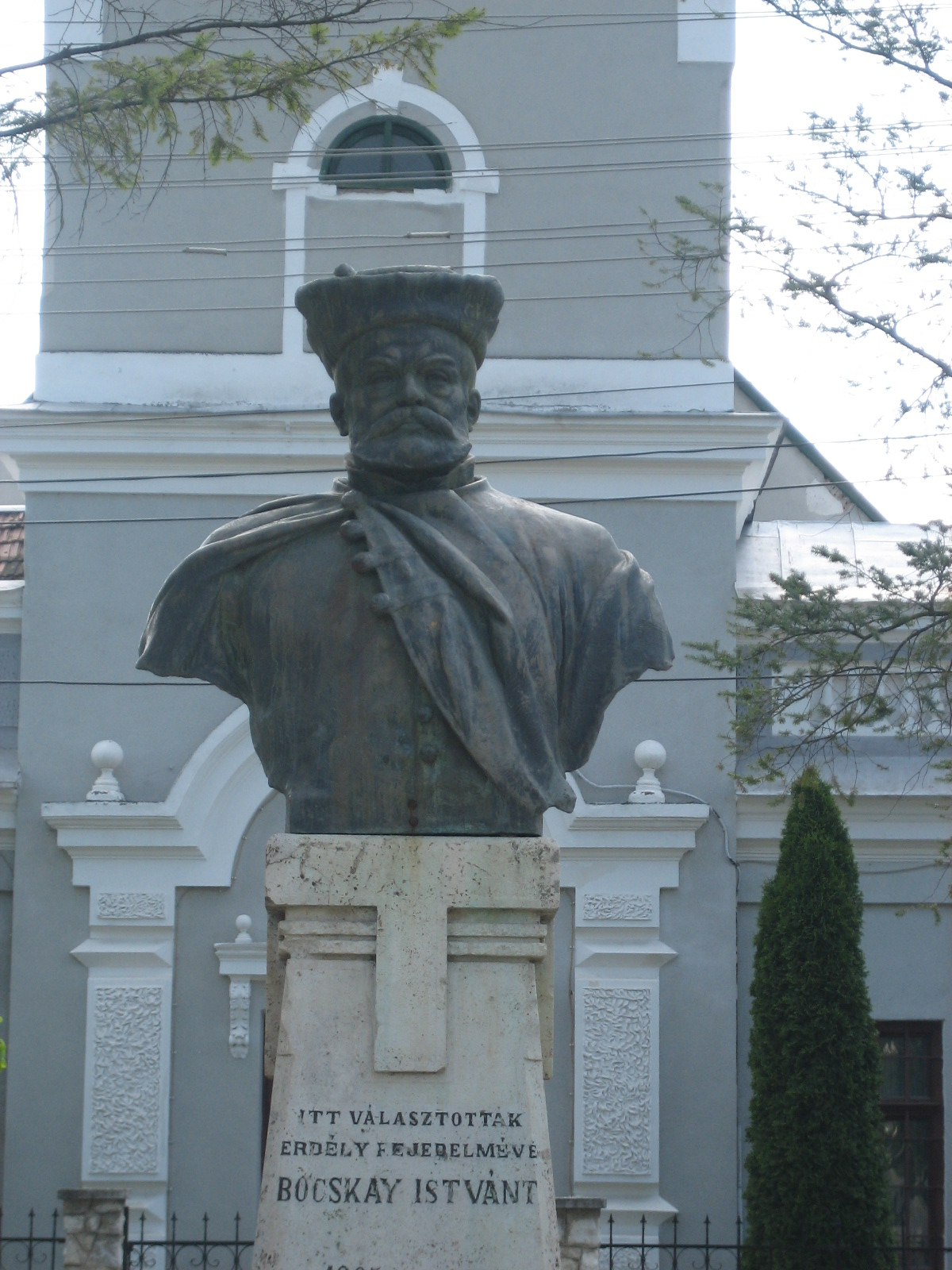

尼拉日河畔米耶爾庫雷亞是羅馬尼亞的城鎮，位於該國中部，距離首府特爾古穆列什18公里，由穆列什縣負責管轄，面積55.88平方公里，海拔高度350米，2012年人口6,212。

## 外部連結
- Official website: www.nyaradszereda.ro (in Hungarian) （页面存档备份，存于）